# Emily Rose

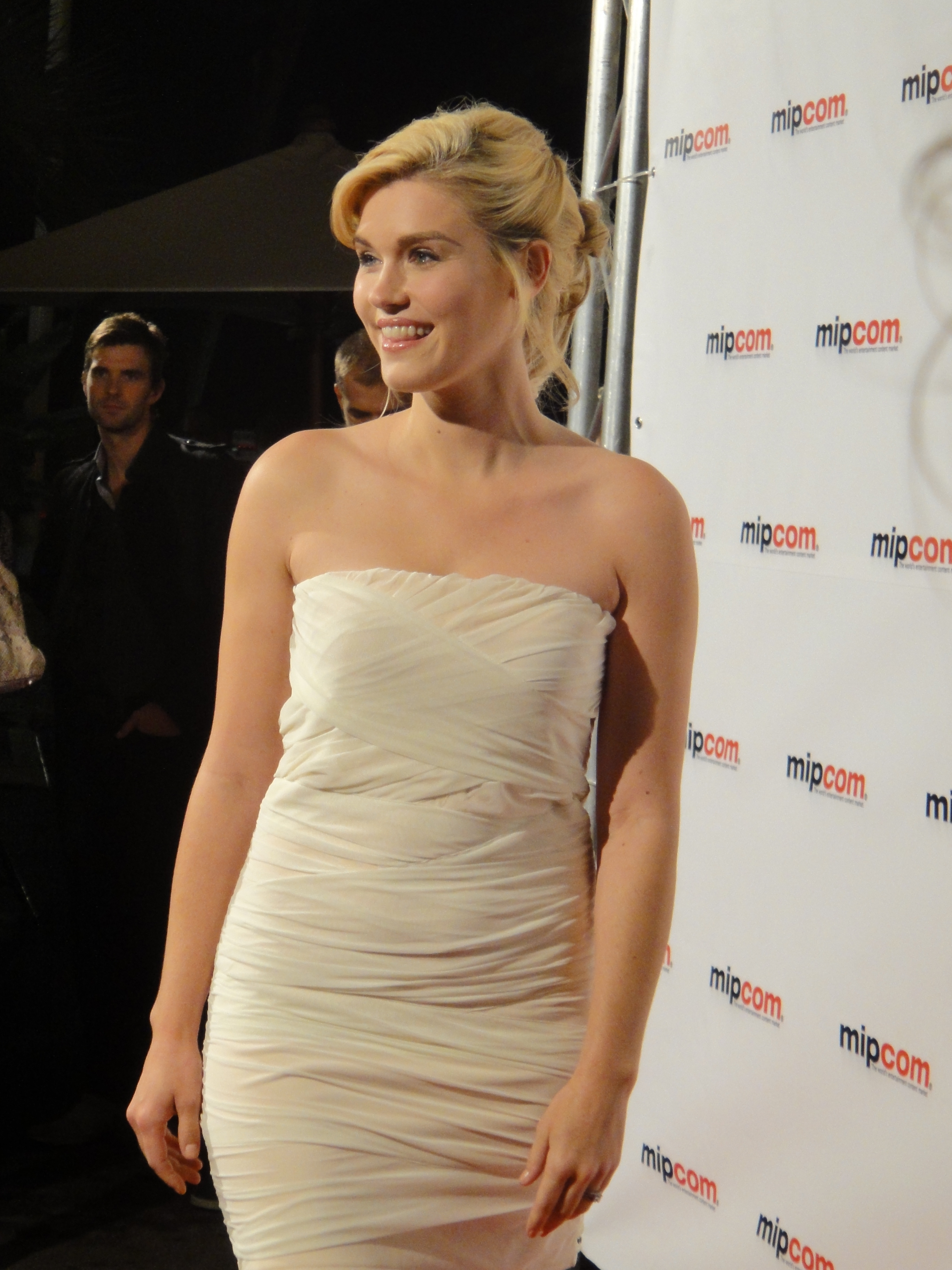
Emily Rose (2010)

Emily Rose (* 2. Februar 1981 in Renton, Washington) ist eine US-amerikanische Schauspielerin.

## Leben und Karriere
Emily Rose hat eine jüngere Schwester und einen jüngeren Bruder. Sie absolvierte 1999 die Kent View High School (jetzt Rainier Christian High School) und besuchte anschließend die University of California, die sie als Master of Fine Arts wieder verließ. Sie machte außerdem einen Abschluss in Theaterschauspiel an der Vanguard Universität von Südkalifornien.
Rose begann ihre Karriere im Fernsehen. Erste Auftritte hatte sie unter anderen in Serien wie Brothers & Sisters, Jericho – Der Anschlag und der HBO-Serie John from Cincinnati. Für das PlayStation-3-Spiel Uncharted: Drakes Schicksal digitalisierte man ihre Bewegungsabläufe für die weibliche Hauptfigur Elena Fisher, der sie in der Originalfassung auch ihre Stimme lieh. Diese Aufgaben übernahm sie auch in den Fortsetzungen Uncharted 2: Among Thieves, Uncharted 3: Drake’s Deception und Uncharted 4: A Thief’s End.
Von 2010 bis 2015 stand Emily in der Serie Haven als eine der Hauptrollen vor der Kamera. Dort spielt sie eine FBI-Agentin auf der Suche nach der eigenen Vergangenheit. Dabei bekommt sie es in der kleinen Stadt Haven mit übernatürlichen Erscheinungen zu tun. Die Rahmenhandlung basiert auf dem Kurzroman Colorado Kid von Stephen King.
Im Dezember 2009 heiratete sie den Schauspieler Dairek Morgan. Die beiden haben zusammen zwei Söhne, die 2013 und 2015 geboren wurden.

## Filmografie (Auswahl)
- 2006: Hurricane Party (Kurzfilm)
- 2007: Smith (Fernsehserie, Episode 1x04)
- 2007: Speed Dating (Kurzfilm)
- 2007: John from Cincinnati (Fernsehserie, 10 Episoden)
- 2007–2008: Brothers & Sisters (Fernsehserie, 10 Episoden)
- 2008: Cold Case – Kein Opfer ist je vergessen (Cold Case, Fernsehserie, Episode 5x17)
- 2008: Jericho – Der Anschlag (Jericho, Fernsehserie, Episoden 2x01–2x05)
- 2008: The Orphan (Kurzfilm)
- 2008: The Last Page (Kurzfilm)
- 2008: Without a Trace – Spurlos verschwunden (Without a Trace, Fernsehserie, Episode 6x18)
- 2008–2009: Emergency Room – Die Notaufnahme (ER, Fernsehserie, 11 Episoden)
- 2009: Two and a Half Men (Fernsehserie, Episode 6x12)
- 2009: Ghost Whisperer – Stimmen aus dem Jenseits (Ghost Whisperer, Fernsehserie, Episode 5x07)
- 2010: Private Practice (Fernsehserie, Episode 3x16)
- 2010: Perfect Plan
- 2010–2015: Haven (Fernsehserie, 78 Episoden)
- 2012: Harry’s Law (Fernsehserie, Episode 2x11)
- 2013: Ein Erbe voller Überraschungen (The Thanksgiving House, Fernsehfilm)
- 2014 Graceland (Fernsehserie, 6 Episoden)
- 2016: Secret Summer (Fernsehfilm)
- 2017: Daughter for Sale (Fernsehfilm)
- 2017: Criminal Minds (Fernsehserie, Episode 13x04)
- 2017: The Killing Pact (Fernsehfilm)
- 2018: Navy CIS (Fernsehserie, Episode 16x04)
- 2018: Take Two (Fernsehserie, Episode 1x13)
- 2018: Treacherous
- 2019: Matchmaker Christmas (Fernsehfilm)
- 2021: Private Eyes (Fernsehserie, Episode 3x05)
- 2021: Don’t Sweat the Small Stuff – The Kristine Carlson Story (Fernsehfilm)
- 2023: The Shift
- 2023: Gotham Knights (Fernsehserie, Episode 1x09)
- 2024: Destination Heaven (Fernsehserie)
- 2024: The Wilderness Way (Fernsehfilm)